# Cóndores no entierran todos los días
Cóndores no entierran todos los días é um filme de drama colombiano de 1984 dirigido e escrito por Francisco Norden. Foi selecionado como representante da Colômbia à edição do Oscar 1985, organizada pela Academia de Artes e Ciências Cinematográficas.

## Elenco
- Frank Ramírez - Leon Maria Lozano
- Isabela Corona - Dona Gertrudis Potes
- Víctor Morant - Padre Amaya
- Santiago García - Rosendo Zapata
- Luis Chiape - Gustavo Gardeazabal
- Juan Gentile - Andres Santacoloma
- Vicky Hernández - Agripina